# 朱貴煐
遼世子朱貴煐（1397年7月25日—1424年前），明朝第一代遼王——遼簡王朱植的長子。他在洪武三十年七月辛亥（1397年7月25日）出生，並立即受封遼世子，其後再無記載他的資料。
後來其弟朱貴烚於永樂二十二年十月（1424年）受封遼世子及進襲遼王，可知他在那時已經去世。